# Dimitor
Dimitor je vapnenačka planina u Bosni i Hercegovini.
Nalazi se istočno od gornjeg toka rijeke Sane, a 13,5 km zapadno od Mrkonjić Grada. Najviši vrhovi su Dimitor 1483 m, Javorac 1332 m i Kozija strana 1311 m.
Pretežno je građen od trijaskih vapnenaca, dolomita i permskih pješčara. Oskudijeva izvornim vodama. Potoci koji izviru na njemu pripadaju slivu Sane.